# Muscle articulaire du coude
Le muscle articulaire du coude (ou muscle sous-anconé de Theile ou muscle tenseur de la synoviale du coude) sont des faisceaux musculaires de la loge brachiale postérieure situés au niveau du coude.

## Structure
Le muscle articulaire du coude est constitué de faisceaux issus des chefs latéral et médial du muscle triceps brachial.
Ils se terminent sur le prolongement de la synoviale du coude situé sous le muscle triceps brachial.
Certains auteurs considèrent qu'il fait partie du muscle triceps brachial.